# Cyclestheriidae
Cyclestheriidae is een familie van kreeftachtigen uit de klasse van de Branchiopoda (blad- of kieuwpootkreeftjes).

## Geslachten
- Cyclestheria G. O. Sars, 1887